# رامس بارك
مجمع علي سامي ين الرياضي (بالتركية: Ali Sami Yen Spor Kompleksi)‏، أو رامس بارك (بالإنجليزية: Rams Park)‏ أو سابقًا ملعب نيف (بالتركية: Nef Stadyumu)‏ لأسباب الرعاية ، هو ملعب كرة قدم يقع في مدينة إسطنبول التركية. يسع الملعب لجلوس 52.652 متفرج. يعتبر الملعب الرسمي الذي يخوض فيه نادي غلطة سراي مبارياته.اُفتتح الملعب في سنة 2011.

## وصلات خارجية
- (بالإنجليزية) معلومات عن الملعب
- (بالتركية) الموقع الرسمي